# 1901 Moravia
1901 Moravia è un asteroide della fascia principale. Scoperto nel 1972, presenta un'orbita caratterizzata da un semiasse maggiore pari a 3,2415984 UA e da un'eccentricità di 0,0713850, inclinata di 24,10138° rispetto all'eclittica.
L'asteroide è dedicato all'omonima regione, terra natale del suo scopritore.